# The Runner Stumbles
The Runner Stumbles is een Amerikaanse dramafilm uit 1979 onder regie van Stanley Kramer.

## Verhaal
Brian Rivard is een katholieke priester in een kleine mijnbouwstad in Michigan. Wanneer de intelligente, jonge zuster Rita in het stadje arriveert, heeft hij eindelijk iemand waar hij mee kan praten. Hun nauwe relatie doet bij veel parochianen de wenkbrauwen fronsen.

## Rolverdeling
| Acteur               | Personage             |
| -------------------- | --------------------- |
| Dick Van Dyke        | Pastoor Brian Rivard  |
| Kathleen Quinlan     | Zuster Rita           |
| Maureen Stapleton    | Mevrouw Shandig       |
| Ray Bolger           | Monseigneur Nicholson |
| Tammy Grimes         | Erna Webber           |
| Beau Bridges         | Toby Felker           |
| Allen Nause          | Openbare aanklager    |
| John Procaccino      | Amos                  |
| Billy Jayne          | James                 |
| Marguerite Morrissey | Zuster Immaculata     |
| Zoaunne LeRoy        | Zuster Martha         |
| Don Riley            | Maurice Prindle       |
| Ted D'Arms           | Sheriff               |
| Kendall Kay Munsey   | Louise Donnelly       |
| Casey Kramer         | Marie                 |
| Jim Doyle            | Matt Webber           |
| Kat Kramer           | Sophie                |
| Bill Dore            | Rechter               |
| Jock Dove            | Dokter McNabb         |
| Larry Buck           | Brandweercommandant   |